# فريدريك روث
فريدريك روث (بالإنجليزية: Frederick Roth)‏ هو نحات أمريكي، ولد في 24 أبريل 1872 في بروكلين في الولايات المتحدة، وتوفي في 21 مايو 1944 في إنغلوود في الولايات المتحدة.